# محسن دولو
محسن دولّو (۱۲۹۹ – ۵ دی ۱۳۷۶) کاریکاتوریست و طراح ایرانی و سردبیر مجله کاریکاتور بود و نیز به پدر کاریکاتور نوین ایران مشهور است. او با ترسیم کاریکاتور چهره نیکیتا خروشچف توانست اولین جایزه بین‌المللی در عرصه کاریکاتور را برای ایران از جشنواره مونترال کانادا در سال ۱۳۴۶ بدست بیاورد.
دولو اولین بار در سال ۱۳۲۵ ضمیمه فکاهی مجله استقلال را به عنوان سردبیر پذیرفت ولی این ضمیمه بیشتر از یک شماره منتشر نشد. در همان سال نشریه‌ای دیگر به نام مجله پیروزی که ضمیمه فکاهی آن با مسؤولیت محمد مرتضوی و سردبیری آن با محسن دولو بوده، منتشر می‌شود.
دولو یک سال پس از کسب جایزه بین المللی کاریکاتور در جشنواره مونترال کانادا، در ۶ مهرداد سال ۱۳۴۷ نشریه کاریکاتور را منتشر کرد که مسعود مهرابی (بنیانگذار ماهنامهٔ سینمایی فیلم)، جواد علیزاده و بهمن عبدی از همکاران وی در این مجله بوده‌اند.

## آثار دولو از نگاه منتقدان
محسن دولو رنگ را در کاریکاتور ایران رایج کرد و جدی گرفت. سبک او در کاریکاتور را می‌توان اکسپرسیونیستی دانست. با اینکه آثار دولو از نظر تکنیکی جزو بهترین کاریکاتورهای پیش از انقلاب محسوب می‌شود ولی آثار وی به خاطر نزدیک بودن به دولت وقت، محافظه کارانه بوده و از این رو مورد انتقاد است.

## فعالیت در سینما
محسن دولو  علاوه‌بر كاریکاتور در زمينه‌های‌ نقاشی کلاسيک، تهيه پوستر براي‌ سينماها و طراحی‌ و ساخت‌ دكور براي‌ تئاتر نیز فعاليت‌ می‌كرد. بسیاری از فیلم‌های ساخته شده در اواخر دهه ۳۰ و دهه ۴۰ سینمای ایران امضای دولو را بر خود دارند. وی پس از انتشار مجله کاریکاتور فعالیت خود را در عرصه طراحی پوستر محدود می‌کند. آخرین پوسترهای سینمایی وی در سال ۱۳۴۹ طراحی شدند.
فهرستی از پوسترهای سینمایی که توسط محسن دولو طراحی شده‌اند:
- تاکسی عشق (۱۳۴۹)
- شهر هرت (۱۳۴۹)
- قصر زرین (۱۳۴۸)
- قلبهای طلایی (۱۳۴۸)
- سه فراری (۱۳۴۸)
- سنگ صبور (۱۳۴۷)
- چرخ بازیگر (۱۳۴۷)
- قوس و قزح (۱۳۴۷)
- تحفه هند (۱۳۴۷)
- سکه دو رو (۱۳۴۷)
- مرد حنجره طلایی (۱۳۴۷)
- دزد سیاهپوش (۱۳۴۷)
- كشتی نوح (۱۳۴۷)
- دختر شاه پریان (۱۳۴۷)
- گردباد زندگی (۱۳۴۷)
- ماجرای شب ژانویه (۱۳۴۷)
- عشق قارون (۱۳۴۷)
- ستاره هفت آسمون (۱۳۴۷)
- ایمان (۱۳۴۶)
- گذشت بزرگ (۱۳۴۶)
- بندرگاه عشق (۱۳۴۶)
- کوه‌زاد (۱۳۴۶)
- نسیم عیار (۱۳۴۶)
- زنی به نام شراب (۱۳۴۶)
- مرد بی ستاره (۱۳۴۶)
- معجزه (۱۳۴۶)
- جاده زرين سمرقند (۱۳۴۶)
- خوشگل و قهرمان (۱۳۴۶)
- مرد دو چهره (۱۳۴۶)
- گوهر شب چراغ (۱۳۴۶)
- داش احمد (۱۳۴۶)
- هفت شهر عشق (۱۳۴۶)
- میلیونر فراری (۱۳۴۵)
- قفس طلایی (۱۳۴۵)
- شارلاتان (۱۳۴۵)
- سه ناقلا در ژاپن (۱۳۴۵)
- امیرارسلان نامدار (۱۳۴۵)
- فرار از حقیقت (۱۳۴۵)
- شوخی نکن دلخور میشم (۱۳۴۵)
- مامور ۱۱۴ (۱۳۴۵)
- آقا دزده (۱۳۴۵)
- گدایان تهران (۱۳۴۵)
- رانندگان جهنم (۱۳۴۵)
- دختر کدخدا (۱۳۴۵)
- حسین کرد (۱۳۴۵)
- یک قدم تا بهشت (۱۳۴۵)
- زبون بسته (۱۳۴۴)
- من مادرم (۱۳۴۴)
- مردی در قفس (۱۳۴۴)
- مرخصی اجباری (۱۳۴۴)
- همه سر حریف (۱۳۴۴)
- سه کارآگاه خصوصی (۱۳۴۴)
- سه تا نخاله (۱۳۴۴)
- سه تا بزن بهادر (۱۳۴۴)
- مو طلايی شهر ما (۱۳۴۴)
- افق روشن (۱۳۴۴)
- قهرمان قهرمانان (۱۳۴۴)
- گنج قارون (۱۳۴۴)
- اشك يتيم (۱۳۴۳)
- لذت گناه (۱۳۴۳)
- ترانه‌های روستایی (۱۳۴۳)
- جهنم زير پای من (۱۳۴۳)
- ستاره صحرا (۱۳۴۳)
- دزد شهر (۱۳۴۳)
- عروس فرنگی (۱۳۴۳)
- دهكده طلايی (۱۳۴۳)
- اشك‌ها و خنده‌ها (۱۳۴۲)
- مسافری از بهشت (۱۳۴۲)
- آراس خان (۱۳۴۲)
- سوداگران مرگ (۱۳۴۱)
- انقام روح (۱۳۴۱)
- گرگ صحرا (۱۳۴۰)
- کلاه مخملی (۱۳۴۱)
- دختران حوا (۱۳۴۰)
- آس و پاس (۱۳۴۰)
- گلی در شوره‌زار (۱۳۴۰)
- عشق بزرگ (۱۳۴۰)
- آهنگ دهکده (۱۳۴۰)
- آرشین مالالان (۱۳۳۹)